# 82 (число)
82 (восемьдесят два) — натуральное число, расположенное между числами 81 и 83. Оно не является простым числом, а относительно последовательности простых чисел расположено между 79 и 83.
- 82 день в году — 23 марта (в високосный год — 22 марта).

## В математике
- 82 — является чётным составным[2] двухзначным числом.
- Сумма цифр этого числа — 10
- Произведение цифр этого числа — 16
- Квадрат этого числа — 6724
- Куб числа 82 — 551 368
- 82 — шестое магическое число.[3]
- 82 - количество гексагексов.

## В науке
- Атомный номер свинца

## В истории
- 82 год.
- 82 год до н. э.
- 1982 год.
- В отряде кубинских революционеров во главе с Фиделем Кастро, приплывшим на Кубу на яхте «Гранма», было 82 человека.

## В других областях
- ASCII-код символа «R»
- 82 — Код ГИБДД-ГАИ Республики Крым (ранее — Корякского автономного округа).
- трамвай МТВ-82
- троллейбус МТБ-82
- пистолет ТП-82